# Claude Eksteen
Claude Eksteen (1977) es un deportista germano-sudafricano que compitió en triatlón.
Ganó una medalla de plata en el Campeonato Mundial por Relevos de 2007 y dos medallas en el Campeonato Africano de Triatlón, plata en 2009 y bronce en 2011.

## Palmarés internacional
| Representando a Alemania       |                        |                   |            |
| Campeonato Mundial por Relevos |                        |                   |            |
| Año                            | Lugar                  | Medalla           | Prueba     |
| 2007                           | Tiszaújváros (Hungría) | Medalla de plata  | Relevos    |
| Representando a Sudáfrica      |                        |                   |            |
| Campeonato Africano            |                        |                   |            |
| Año                            | Lugar                  | Medalla           | Prueba     |
| 2009                           | Durban (Sudáfrica)     | Medalla de plata  | Individual |
| 2011                           | Maputo (Mozambique)    | Medalla de bronce | Individual |